# Diskeeper
Diskeeper ou DK, é um software utilizado para fazer desfragmentação de discos rígidos.
O Diskeeper tem como objetivo sempre manter as partições desfragmentadas e otimizar a performance dos discos rígidos.

## Tecnologias utilizadas
- InvisiTasking - Proporciona uma desfragmentação em tempo real do sistema, não precisando mais agendamentos posteriores.

- Intelligent File Access Acceleration Sequencing Technology (I-FAAST) - Faz um monitoramento de todos os arquivos utilizados na máquina. Constrói um ranking interno e sequencia os mesmos para que esses sejam acessados sequenciamento (além de já estarem desfragmentados pelo InvisiTasking). Como é auto-adaptável e persistente, qualquer mudança de padrão de acesso do arquivo o será refletida no I-FAAST. (Disponível somente nas versões EnterpriseServer, Server e Propremier)

- Terabyte Volume Engine (TVE) - Age em servidores de arquivo de alto uso, com dezenas de milhares ou milhões de arquivos, onde a fragmentação ocorre com maior frequência. (Disponível somente na versão EnterpriseServer)

## Versões 2007
- Home - Voltado para o usuário doméstico, com o objetivo de manter a performance do disco rígido em altos níveis.

- Professional - Para usuários pouco mais avançados. Possui conceitos que evitam a fragmentação de arquivos do sistema, como o FragShield.

- Propremier - Para usuários avançados, ou estações de trabalho que requerem máxima performance de acesso ao disco rígido. Está é a primeira versão que encontramos a tecnologia I-FAAST.

- Server - Indicada para qualquer tipo de servidor que não possua missão crítica, possui as mesmas características da Propremier, com extensão de relatórios e capacidades.

- EnterpresiServer - Para servidores de requerem alta disponibilidade e performance, cujo escopo de trabalho se refere a dezenas de milhares, ou às vezes, milhões de arquivos.

- Administrator - Console de monitoração, centralizando as informações de demais computadores que possuem Diskeeper.